# Bel Ami (produtora)
Bel Ami é uma produtora e distribuidora de filmes pornográficos, calendários, livros, revistas e brinquedos sexuais, voltados para o público masculino gay, fundada em 1993 na Eslováquia por Lanning Jánošov, ou George Duroy pseudônimo, que provém do mesmo local que originou o nome da empresa: o romance Bel Ami, de Guy de Maupassant.
As primeiras produções da empresa foram Tender Strangers, Accidental Lovers e Sauna Paradiso, os dois primeiros de 1993 e o último de1994, revelaram o premiado ator Lukas Ridgeston, e Dano Sulik, Johan Paulik e Pavol Zurek, além da estreia de Duroy como diretor. Com filmes de gêneros que vão do soft core ao hardcore, a produtora ainda explorou outros ramos, lançando em 2 de Maio de 2006, o The Boys of Bel Ami, livro de fotografias feito pelo fotógrafo Howard Roffman. A empresa é responsável pelo lançamento de diversos astros do pornô gay, além dos já citados, ainda estão Brandon Manilow, Josh Elliot, Tommy Hansen, Ralph Woods, Matt Phillipe e Dolph Lambert.
Em 2009, a Bel Ami fez uma parceria com sua concorrente, Corbin Fisher, e lançou vídeos na web, além de um filme de hardcore 5 Americans in Prague, lançado em 2009. Recentemente, a empresa lançou, sob a produção da "Lucas Ridgeston Productions", um filme intitulado Taboo, no qual apresenta um incesto sexual com dois gêmeos, Elijah e Milo Peters. O filme apresenta os gêmeos em relações sexuais sem o uso de preservativos, ou seja, bareback. 

## História
A primeira vez em que George Duroy utilizou o nome "Bel Ami", foi em maio de 1991, mas, apenas no segundo semestre de 1993, o nome começou a ser utilizado para a empresa que ali se formara, após fotografar o primeiro filme, Tender Strangers.
Originalmente, a empresa foi criada e registrada nos Estados Unidos e, posteriormente se mudou para Europa, após George W. Bush, ter proibido a implantação de empresas neste ramo de atividade. Mas a Bel Ami ainda obedece os parâmetros legais da política estadunidense, inclusive, todos os funcionários falam inglês. 

### Negociações
Corbin Fisher
Apesar de George Duroy e Corbin Fisher se reuniram pela primeira vez em outubro de 2008, apenas em 4 de Julho de 2009, a Bel Ami anunciou que estaria realizando, ao lado da Corbin Fisher, uma parceria que comercial que resultou em diversos vídeos exclusivos para a Internet e um DVD intitulado 5 Americans in Prague. Para o executivo-chefe de operações da Bel Ami, Stuart Davis, a parceria com a concorrente é algo "histórico para a empresa, e o pornô gay mundial como um todo, pois, elas são empresas concorrentes, que agora, estão juntas em um único projeto e objetivo". Ele ainda comentou, em entrevista ao site XBiz, que os fundadores das respectivas empresas se conheceram e logo perceberam que "ambas empresas têm muito em comum", a iniciar pelo estereótipo utilizado pelas empresas, que, geralmente, seguem os mesmos padrões. Já Brian Dunlap, da Corbin Fisher, disse que "a parceria proporciona a oportunidade de criação de um novo conteúdo exclusivo e de alta qualidade". 

"Estamos muito felizes em trabalhar ao lado da GayMovies, pois, isso nos proporcionará um aumento da dispobilidade dos filmes da produtora para os internautas"

Stuart Davis
GayMovies
No dia 20 de maio de 2010 a GayMovies.com, site que disponibiliza vídeos sob pedido, anunciou uma parceria com a Bel Ami. Segundo a National A-1 Internet, desenvolvedora do site GayMovies, a Bel Ami é "um dos estúdios mais populares do mundo" e, por isso acham importante a parceria. A GayMovies disponibilizará conteúdos de famosos filmes da produtora, como "Some Like It Big", "Lukas in Love" e a série "Personal Trainer".

## Atores
A primeira estrela pornô 'descoberta' pela Bel Ami foi Johan Paulik, um dos maiores atores que já se ouviu falar. Ao lado de Lukas Ridgeston e Ion Davidov, moldaram o estereótipo de garotos contratados pela empresa e, fazem parte, permanentemente, da mesma, através de seus próprios estúdios, ou direção de filmes.
Segundo Duroy, a maioria dos atores são estudantes universitários, e possuem uma faixa etária que vai dos 18 aos 25 anos. Todos possuem poucos pelos corporais, salientando os músculos. Além disso, o tamanho de seus pénis e seus pelos púbicos são claramente distintos. Além disso, Duroy disse que existem questões importantes na hora de escolher um ator, por exemplo, se ele é capaz de conviver com outras pessoas, se ele possui problemas com drogas, entre outras questões. Em entrevista, o fundador diz que nem todos os atores da empresa são homossexuais e, revelou que nos últimos três anos nasceram sete crianças de atores.
Sobre a formação acadêmica, o fundador disse que o ator Mark Aubrey, trabalha como advogado da empresa também, enquanto Claude Cocteau ajuda na administração do site. Dolph Lambert se formará em Técnico em Informática e Luke Hamill receberá sua licenciatura em gestão administrativa em breve. Em setembro, a Bel Ami enviará alguns atores para a Cidade do Cabo, para realizarem um curso intenso de inglês. Duroy ainda disse que os atores permanecem pelo menos, cinco anos na empresa.

### Problemas pessoais
Kris Evans, que além de ator pornográfico trabalhava como agente policial em Nagyatád, na Hungria, foi exonerado da polícia húngara, em fevereiro de 2010. Segundo o tabloide de notícias húngaro Blikk, o ator não expulso devido às notícias publicadas em alguns sites, revistas e jornais do país e, muito menos pelo fato de Evans ter participado de uma filmagem em Praga, indo em contradição às declarações de George Duroy, que disse exatamento o oposto para o TowleRoad.com.

## Produções
A empresa possui três estúdios na Europa, sendo um na Bratislava, e dois em Praga, na República Tcheca. No total, a empresa já produziu mais de 111 filmes em seus 17 anos de existência, entre os filmes mais importantes e conhecidos da Bel Ami estão An American in Prague, Lukas in Love, The Private Life of Brandon Manilow, Piña Colada - filmado no Brasil -, Seriously Sexy, 5 Americans in Prague - feito com a Corbin Fisher -, e o polêmico filme Taboo.

## Análise crítica
| Críticas profissionais | Críticas profissionais |
| Avaliações da crítica  | Avaliações da crítica  |
| Fonte                  | Avaliação              |
| ---------------------- | ---------------------- |
| ReviewPorn             | (90/100)               |
| EthansReview           | [ 24 ]                 |
| GayReviews             | (92.6/100)             |
| JustUsBoys             | [ 26 ]                 |
| PornInspector          | [ 27 ]                 |

A EthansReview, o forte da empresa está em seus modelos "bronzeados e perfeitamente esculpidos", dando a empresa o título de "nave-mãe" da pornografia gay européia. Elogiando principalmente a galeria de fotos, a Ethans Review, salienta que o designer do site - recentemente modificado -, faz com que tudo fiquei mais fácil e mais acessível, levando isso aos vídeos e filmes disponíveis. O site conclui sua crítica dando a nota máxima nas seis categorias avaliativas.
Para a GayReviews, "todo apreciador da pornografia gay sabe quem é Zeb Atlas e, quer ser 'fodido' por ele, cada crítico da pornografia gay sabe quem é Jeff Stryker em ação, pelo menos uma vez, e deseja estar envolvido em uma relação sexual com ele. Quando se trata de empresas dessa indústria, todos já ouviram falar da Bel Ami e quis estar em um de seus vídeos". Para Stephen, o desejo de participar dos vídeos da produtora, vem devido aos atores, suas atuações e toda a estrutura que a Bel Ami possui. Em relação ao site, Stephen elogia a facilidade de navegação e, diz que o mesmo não mostra nada diferente do comum, mas, ele ressalta que não há muito a criticar. O crítico ainda diz que, através do site, é possível saber todos os dados dos atores, até mesmo a localização geográfica dos modelos, além disso, o site ainda disponibiliza ao assinante vídeos dos bastidores das gravações dos filmes e cotidiano dos modelos envolvidos nas produções, muitas vezes inclui documentários, bônus, fóruns, blogs, sites extras, links de sites parceiros entre outros. Em relação ao conteúdo, Stephen elogia os produtores e diretores da empresa, argumentando que eles sabem captar perfeitamente os pontos principais  de um cena, além disso, Stepgen comenta que nunca entendeu a expressão "lavar a roupa no tanquinho", até ver alguns vídeos da Bel Ami.
"O que dizer sobre a Bel Ami, que antes não fora dito?", é com essa frase que o site JustUsBoys, inicia sua crítica sobre a produtora, elogiando os atores e as produções da empresa dizendo que "certamente você ficará com tesão" ao ver o trabalho realizado pelos atores da empresa. Para o site JustUsBoys, a Bel Ami pode fazer um trabalho "melhor do que qualquer outra empresa", pois, "eles acham esses meninos impossivelmente belos e os pões em maravilhosas cenas eróticas, inclusive em cenas hardcore". O site ainda diz que você pode encontrar filmes da produtor em todo lugar, mas, através do BelAmiOnline.com, você pode ir ao camarim, pode ver as fotos exclusivas e conhecer as estrelas. Diferente das demais críticas que elogiaram a facilidade no manuseio do site, a JustUsBoys, diz que é complicado manusear o portal da empresa, mas, é fácil chegar à galeria de filmes e fotos da empresa, concluindo que "você vai encontrar tipos amadores que passam facilmente por artistas profissionais". 
Apesar de ter criticado a dificuldade de acessar a área de membros,  site PornInspector elogiou a grande gama de conteúdos que a produtora oferece em seu site, dizendo que é difícil escolher por onde começar. Mas, volta a criticar a forma em que o site se desenvolve, com a abertura de janelas. O site conclui dizendo que "a Bel Ami é conhecida por sua qualidade e o conteúdo de seu site não deixa a desejar" e dando a nota quatro estrelas e meio, de cinco.
A ReviewPorn, inicia sua crítica elogiando o conteúdo do site ao dizer que o site levou um certo tempo para analisar o site devido as suas constantes atualizações e salienta que a sua crítica pode ficar ultrapassada devido a isso. Contabilizando cerca de 184 cenas de filmes harcore, 1197 solos, 95 filmes (DVDs para alugar ou comprar), 407 galerias solo, 16 galerias de casais, quatro galerias especiais, 371 modelos e quatro cenas extras, o site dá um total de noventa pontos, de cem, para a produtora aplaudindo a rapidez com que podem ser feito os downloads e até mesmo os stream, a variedade de filmes - tanto atuais quanto clássicos da pornografia gay. As cenas são realizadas em diversos locais e com muitas posições, fazendo com que você não fique entediado. "Mesmo as cenas solos são mais sexys do que a média, graças à qualidade da aparelhagem técnica e dos modelos". Em relação às características e a navegação, a ReviewPorn, diz que o site não é difícil de se manusear e de se entender e conclui que "você vai deixar de ser um 'surfista' interessado, para se tornar um membro e um fça atento" do site e da produtora.
| Análise Geral | Análise Geral | Análise Geral | Análise Geral | Análise Geral | Análise Geral |
| Categoria[a]  | EthansReview  | GayReviews    | JustUsBoys    | PornInspector | ReviewPorn    |
| ------------- | ------------- | ------------- | ------------- | ------------- | ------------- |
| Conteúdo      | 5/5           | 29/30         | Positivo      | 5/5           | 14/15         |
| Designer      | 5/5           | 18/20         | Positivo      | 4.5/5         | 5/5           |
| Atualizações  | 10/10         | 7/10          | Positivo      | 5/5           | 4/5           |
| Navegação     | 10/10         | 8/10          | Positivo      | 4/5           | 8/10          |
| Preço         | 10/10         | 8/10          | Positivo      | -             | 9/10          |
| Exclusividade | 10/10         | 10/10         | Positivo      | 5/5           | 5/5           |
| Total[b]      | 50            | 80            | Aprovado      | 25            | 45            |

## Prêmios
As produções e os atores da Bel Ami frequentemente são indicados para  premiações e conquistaram diversos, os princiais foram:
| Ano  | Categoria                                 | Premiação              | Trabalho                                                                                             | Resultado |
| ---- | ----------------------------------------- | ---------------------- | --- | --------- |
| 1998 | Melhor venda de filme do ano (filme gay)  | GayVN Awards           | An American in Prague                                                                                | Ganhou    |
| 2000 | Melhor lançamento internacional           | GayVN Awards           | Lucky Lukas                                                                                          | Ganhou    |
| 2000 | Melhor filme para se alugar no ano        | GayVN Awards           | 101 Men: Part 3 e 101 Men: Part 4                                                                    | Ganhou    |
| 2001 | Melhor video solo                         | GayVN Awards           | 101 Men: Part 6                                                                                      | Ganhou    |
| 2002 | Melhor video amador                       | GayVN Awards           | Personal Trainers 2                                                                                  | Ganhou    |
| 2002 | Melhor filme para se alugar no ano        | GayVN Awards           | Coverboys                                                                                            | Ganhou    |
| 2003 | Melhor filme internacional                | Grabby Awards          | Frisky Summer 4                                                                                      | Ganhou    |
| 2004 | Melhor filme internacional                | Grabby Awards          | Just for Fun                                                                                         | Ganhou    |
| 2004 | Melhor video solo                         | GayVN Awards           | Boywatch 4                                                                                           | Ganhou    |
| 2004 | Melhor DVD                                | GayVN Awards           | Just For Fun                                                                                         | Ganhou    |
| 2005 | Melhor ator (em filme internacional)      | GayVN Awards           | Tim Hamilton com Greek Holiday: Part 1 e Greek Holiday: Part 2                                       | Ganhou    |
| 2005 | Melhor filme internacional                | GayVN Awards           | Greek Holiday: Part 1 e Greek Holiday: Part 2                                                        | Ganhou    |
| 2006 | Melhor ator (em filme internacional)      | GayVN Awards           | Lukas Ridgeston com Lukas in Love                                                                    | Ganhou    |
| 2006 | Melhor filme internacional                | GayVN Awards           | Lukas in Love                                                                                        | Ganhou    |
| 2006 | Melhor filme de 2005                      | GayVN Awards           | Lukas in Love                                                                                        | Ganhou    |
| 2006 | Melhor filme internacional                | Grabby Awards          | Lukas in Love                                                                                        | Ganhou    |
| 2007 | Melhor filme twink                        | Grabby Awards          | Out In Africa 2                                                                                      | Indicado  |
| 2007 | Melhor filme internacional                | Grabby Awards          | Out In Africa 2                                                                                      | Indicado  |
| 2007 | Melhor filme internacional                | Grabby Awards          | Pillow Talk 2                                                                                        | Indicado  |
| 2007 | Melhor filme internacional                | Grabby Awards          | Pina Colada                                                                                          | Indicado  |
| 2007 | Melhor lançamento especial (18 à 23 anos) | GayVN Awards           | Out in Africa 2                                                                                      | Ganhou    |
| 2008 | Melhor cena de sexo oral                  | GayVN Awards           | Joey Amis em Mating Season                                                                           | Ganhou    |
| 2008 | Melhor lançamento especial (18 à 23 anos) | GayVN Awards           | Rebel                                                                                                | Ganhou    |
| 2008 | Melhor ator (Lançamento internacional)    | GayVN Awards           | Ralph Woods com French Kiss                                                                          | Ganhou    |
| 2008 | Melhor filme internacional                | Grabby Awards          | Mating Season                                                                                        | Indicado  |
| 2010 | Estúdio gay do ano                        | XBiz Awards            | Produtora Bel Ami                                                                                    | Indicado  |
| 2010 | Filme gay do ano                          | XBiz Awards            | Night Out                                                                                            | Indicado  |
| 2010 | Melhor tema europeu                       | Cybersocket Web Awards | BelAmiOnline.com                                                                                     | Ganhou    |
| 2010 | Melhor estúdio do ano                     | TLAgay                 | Estúdio Bel Ami                                                                                      | Ganhou    |
| 2010 | Melhor filme de sexo                      | GayVN Awards           | 5 Americans in Prague                                                                                | Indicado  |
| 2010 | Melhor dupla em uma cena de sexo          | GayVN Awards           | Brian Bennet e Brandon Manilow em Seriously Sexy: Part 1                                             | Indicado  |
| 2010 | Melhor cena de sexo grupal                | GayVN Awards           | Jean-Daniel Chagall, Brandon Manilow, Alex Orioli, Ariel Vanean em Step by Step: Jean-Daniel Chagall | Indicado  |
| 2010 | Melhor campanha de marketing              | GayVN Awards           | Bel Ami Entertainment                                                                                | Ganhou    |